# Alopecosa lessertiana
Alopecosa lessertiana är en spindelart som beskrevs av Brignoli 1983. Alopecosa lessertiana ingår i släktet Alopecosa och familjen vargspindlar. Inga underarter finns listade i Catalogue of Life.